# Nintendo Puzzle Collection
 (juillet 2019).
Si vous disposez d'ouvrages ou d'articles de référence ou si vous connaissez des sites web de qualité traitant du thème abordé ici, merci de compléter l'article en donnant les références utiles à sa vérifiabilité et en les liant à la section « Notes et références ».
Nintendo Puzzle Collection est une compilation de jeux de puzzle développée par Nintendo, publiée en 2003 sur GameCube. Elle regroupe trois jeux complets précédemment sortis sur diverses consoles de Nintendo : Panel de Pon, Yoshi's Cookie et Dr. Mario.

## Dr. Mario
Dr. Mario est sorti sur Nintendo Entertainment System et Game Boy en 1990. Dans ce jeu, une grille est attaquée par des virus de différentes couleurs disposés aléatoirement. Le joueur doit utiliser des pilules bicolores ou monochromes pour les faire disparaître. Leur action n’est efficace qu’au-delà de trois portions de la même couleur alignées.

## Yoshi's Cookie
Sorti sur Nintendo Entertainment System et Game Boy en 1992, Yoshi's Cookie a immédiatement rencontré un grand succès. Il a ensuite été adapté sur Super Nintendo.  Le jeu consiste à aligner des cookies du même type le plus rapidement possible.

## Panel de Pon
Panel de Pon est sorti sur Super Famicom en 1995 au Japon. Diverses adaptations ont été publiées par la suite, notamment Tetris Attack (Super Nintendo et Game Boy), Pokémon Puzzle League (Nintendo 64) et Pokémon Puzzle Challenge (Game Boy Color). De nouvelles lignes constituées de blocs de couleurs diverses apparaissent continuellement en bas de l'écran, repoussant les blocs déjà en place vers le haut. Le joueur doit empêcher que l’écran ne se retrouve entièrement recouvert de ces blocs. Pour cela, il peut, au moyen d’un curseur, intervertir leur place, en regroupant au minimum 3 blocs de même couleur. Lorsque des groupes de blocs d’une même couleur sont ainsi formés, ils disparaissent, libérant de la place.

## Connexion avec la Game Boy Advance
Nintendo Puzzle Collection permet d’utiliser la connexion par câble entre une GameCube et une Game Boy Advance pour télécharger sur cette dernière une version portable de chacun des trois jeux.